# فرودگاه مسکوایت مترو
فرودگاه مسکوایت مترو (به انگلیسی: Mesquite Metro Airport) یک فرودگاه همگانی بهره‌برداری هوایی است که یک باند فرود بتن دارد و طول باند آن ۱۸۲۸ متر است. این فرودگاه در شهر مسکیت، تگزاس کشور ایالات متحده آمریکا قرار دارد و در ارتفاع ۱۳۶ متری از سطح دریا واقع شده‌است.